# 金津自動車学院
座標: 北緯36度12分44.9秒 東経136度14分8.2秒 / 北緯36.212472度 東経136.235611度

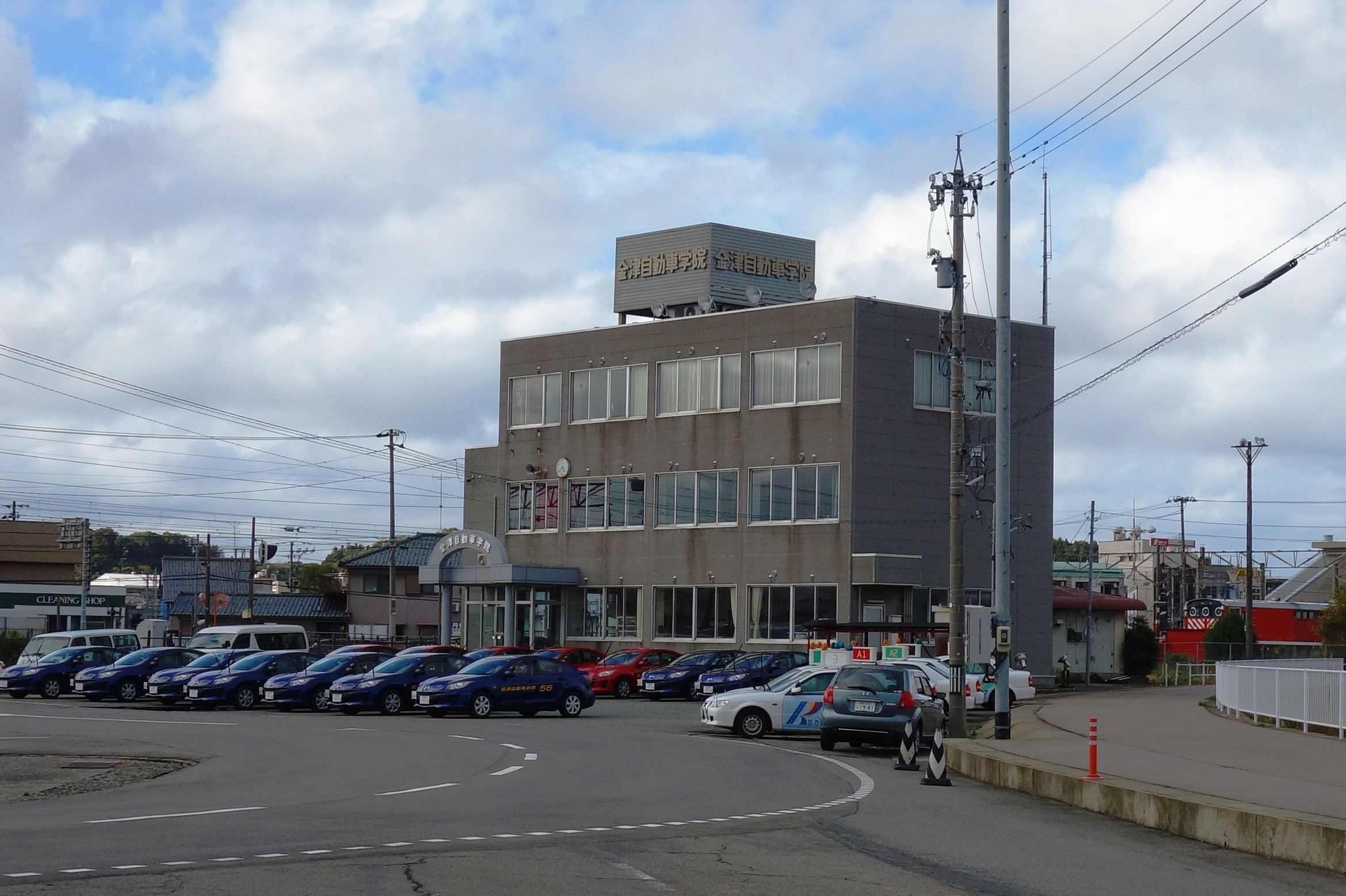
金津自動車学院

株式会社金津自動車学院（現サカイドライビングスクール）は、福井県あわら市にある福井県公安委員会指定自動車教習所が運営する企業である。北陸新幹線の福井県内延伸工事に伴い、2018年7月よりあわら市自由ケ丘から坂井市上兵庫に移転。名称をサカイドライビングスクールへと変更した。

## 免許の種類
- 普通自動車[1]
- 中型自動車[1]
- 大型自動車[1]
- けん引[1]
- 大型特殊自動車[1]
- 大型自動二輪車[1]
- 普通自動二輪車[1]

## アクセス
- 北陸本線（JR西日本）丸岡駅から徒歩16分[2]